# Klassieke Chinese poëzie
Klassieke Chinese poëzie is traditionele Chinese poëzie geschreven in klassiek Chinees en getypeerd door zekere traditionele vormen, tonen, traditionele genres en connecties met bijzondere historische perioden, zoals de poëzie van de Tang-dynastie. 
Gebruik en ontwikkeling van de klassieke Chinese poëzie werden continu voortgezet tot de 4 Mei-beweging in 1919, en worden tot op de dag van vandaag ontwikkeld. Poëzie gecreëerd gedurende 2.500 jaren met een min of meer continue ontwikkeling laat een grote diversiteit zien, gecategoriseerd door historische en dynastieke perioden (de traditionele Chinese historische methode).
Een ander sleutelaspect van klassieke Chinese poëzie is de intense relatie met andere vormen van Chinese kunst, zoals schilderwerk en kalligrafie.

## Geschiedenis en ontwikkeling
De stilistische ontwikkeling van klassieke Chinese poëzie bestaat uit literaire en orale culturele processen. Deze worden gewoonlijk gescheiden in zekere standaardperioden of -tijdperken, in termen van specifieke gedichten en karakteristieke stijlen. Deze corresponderen met Chinese dynastieke tijdperken. De geschreven gedichten die bewaard gebleven zijn vormen de poëtische literatuur. Parallelle tradities van orale en traditionele poëzie bekend als populaire of volkspoëzie of balladen bestaan ook. Sommige van deze gedichten zijn bewaard in geschreven vorm. Over het algemeen is volkspoëzie anoniem. Ze vertoont vaak de sporen van bewerking en polijsting tijdens het proces van de vastlegging op schrift. De belangrijkste bronnen voor vroege poëzie zijn de Klassieker van Poëzie (Shijing) en de Liederen van het Zuiden (Chuci). Sommige individuele stukjes of fragmenten overleven in andere vormen - ingebed, bijvoorbeeld, in klassieke verhalen of andere literatuur.

### Klassieker van Poëzie (Shijing)
De literaire traditie van klassieke Chinese poëzie begint met de Klassieker van Poëzie, of Shijing, gedateerd in het eerste millennium voor onze jaartelling. Volgens de traditie was Confucius de eindredacteur van de verzameling in zijn huidige vorm, al waren de gedichten meestal ouder. 
Burton Watson dateert de datum van deze bloemlezing op ongeveer de 7e eeuw voor onze jaartelling, terwijl de gedichten over de voorafgaande vier of vijf eeuwen zijn verzameld. Dit, naast andere factoren, doet een blijvende in verschillende klassen heersende populariteit vermoeden voor dit type poëzie, inclusief hun karakteristieke vier karakters per regel. De Shijing wordt geassocieerd met de Noord-Chinese woordenschat en cultuur, en in het bijzonder met de grote wijze en filosoof Confucius. Hierdoor werd de ontwikkeling van dit type poëzie in de klassieke shi-stijl bevorderd. Ondanks hun aanbeveling door Confucius zijn er geen andere voorbeelden van poëzie in deze stijl in de volgende driehonderd jaar.

### Liederen van het Zuiden (Chuci)
Een andere vroege poëzieverzameling is de Chu Ci (daterend van de Periode van de Strijdende Staten van circa 475–221 voor onze jaartelling). Die wordt gekarakteriseerd door verschillende regellengtes en de volkstaal van de staat Chu in Zuid-China. Een belangrijk onderdeel hiervan is de Li Sao, toegeschreven aan Qu Yuan. Deze gedichten van de staat Chu behoren tot de belangrijkste van de klassieke Chinese poëzie. Toch schijnen ze minder invloed te hebben gehad op de klassieke Chinese poëzie dan de Shijing-verzameling en -stijl.

### Han-poëzie
De klassieke shi-poëzie, met zijn vier lettergrepen per regel, herleefde bij de Han- en Drie Koninkrijk-dichters. Tussen andere poëtische ontwikkelingen gedurende de Han-periode ontwikkelde zich een nieuwe vorm van shi-poëzie, teruggaand op de eerste eeuw voor onze jaartelling. Deze bestond uit vijf en later zeven lettergrepen per regel. Deze ontwikkeling viel samen met andere ontwikkelingen in de Han-poëzie. Deze nieuwe vorm uit de Han- en de Jian'an-periode zou bekend worden als Gushi of "oude stijl poëzie".

#### Muziekbureau en Folklore Balladen
Tijdens de Han-dynastie speelde de keizerlijke regering een belangrijke rol in de poëzie, met het Muziekbureau (Yuefu) dat volksliederen verzamelde en een nieuwe poëziestijl ontwikkelde. Yuefu-gedichten waren narratief en benadrukten persoonlijke ervaringen, met veelal natuurlijke beelden. Deze stijl onderscheidde zich van eerdere, meer algemene thema’s zoals in het Shijing.
Een andere invloedrijke verzameling was de Negentien Oude Gedichten, die thema’s als eenzaamheid en vergankelijkheid behandelden. Door hun eenvoudige taal en menselijke emotie hadden ze veel impact op latere poëzie.

#### Han fu
De poëzie van de Han-dynastie wordt in het bijzonder geassocieerd met de "fu", tegenover de shi-stijl van poëzie. Merk overigens op dat deze "fu" verschilt van dat woord in Yuefu.

### Jian'an-poëzie
De term "Jian'an-poëzie" heeft betrekking op de poëtische ontwikkelingen gedurende de laatste jaren van de Han-dynastie in het begin van de Zes Dynastieën-periode. Jian'an wordt beschouwd als een afzonderlijke periode, omdat deze poëtische ontwikkeling niet samenvalt met een dynastie. In de poëzie ligt een nadruk op sterfelijkheid en levensmoeheid. Dichters uit deze poëziestijl zijn Cao Cao, Cao Pi, Cao Zhi en Xu Gan. Typerend in deze periode is de ontwikkeling naar een oneven aantal regels, maar met vaste regellengte, die later ook typisch is voor de Tang-periode. Als gevolg hiervan kunnen sommige poëtische vormen die worden geassocieerd met de Tang-periode in hun ontwikkeling worden teruggevonden in de Jian'an-periode.

### Zes Dynastieën-poëzie
De Zes Dynastieën (220–589) brachten ook belangrijke ontwikkelingen in de klassieke Chinese poëzie, in het bijzonder door romantische liefde te benadrukken, de rollen van man en vrouw, en menselijke relaties. Een belangrijke verzameling uit deze periode is Yutai xinyong (玉臺新詠, Nieuwe Liederen van het Jade Terras) uit 540. De Zes Dynastieën-periode heeft drie belangrijke perioden: de Drie Koninkrijken, de Jin-dynastie, en de Noordelijke en Zuidelijke Dynastieën (420–589). De Drie Koninkrijken was een gewelddadige periode, een karakteristiek die soms in de poëzie terugkomt of soms doordat dichters vluchtten voor het geweld in meer natuurlijke beschrijvingen, zoals bij de zeven wijzen van de bamboegrot. De Jin-dynastie werd poëtisch getypeerd door, bijvoorbeeld, De Bijeenkomst bij het Orchideeënpaviljoen van 42 literaten; de romantische Middernacht Liederen; en Tao Yuanming. De Noordelijke en Zuidelijke dynastieën bevatten de Yongming-dichters, de anthologie Nieuwe Liederen van het Jade Terras en Su Hui's palindroom.

### Sui-dynastie
Hoewel poëzie geschreven bleef worden - dichters kwamen op en  andere verdwenen - ontbreekt het de korte Sui-dynastie (581-618) aan onderscheiding (in termen van de ontwikkeling van Chinese poëzie). Desalniettemin is het een continuïteit tussen de Zes Dynastieën en de Tang-poëzie. Tot de dichters van de Sui-dynastie behoren Yang Guang (580-618), die de laatste Sui-keizer was (een soort poëziecriticus) en ook Hou, een van zijn vrouwelijke begeleiders. 

### Tang-dynastie
De Tang-dynastie (618–907) was in het bijzonder bekend om zijn poëzie, vooral de shi-vormen zoals jueju en lüshi. Deze poëzie was sterk aanwezig in de literaire Tang-klassen, die gedichten op vraag componeerden, als deel van hun keizerlijke examens, maar ook als sociale techniek, nodig voor beleefd gedrag bij sommige gelegenheden, zoals banketten en andere bijeenkomsten. Zo'n 50.000 gedichten uit deze periode zijn bewaard, het meest in de Ming-dynastiecollectie, de Quan Tangshi. Hun populariteit varieerde later. Sommige schrijvers kwamen in en weer uit de gunst, anderen bleven steeds obscuur. Maar anderen, zoals Li Bai (ook bekend als Li Po), Wang Wei, Du Fu en Bai Juyi (ook bekend als Po Chü-i) slaagden erin voortdurend populair te blijven. 
Tang-poëzie had een blijvende invloed op de wereldliteratuur en moderne poëzie. Bijvoorbeeld in het geval van Li Bai wiens invloed zich uitstrekt van Das Lied von der Erde van Gustav Mahler, tot beatpoëzie. Door de aanwezigheid van rijm en structuur heeft het ook een rol gespeeld in de reconstructie van de Middel-Chinese uitspraak.

### Song-dynastie
De Song-dynastie (960–279) was bekend vanwege zijn poëzie, speciaal vanwege de ontwikkeling van de ci-vorm. Deze vorm bereikte gedurende deze periode waarschijnlijk een hoogtepunt. De ci is een lyrische vorm die de poëtische maat baseert op zekere types van vast rijm, waarvan er ongeveer 800 zijn, elk met zijn eigen benaming. Oorspronkelijk werden de ci geschreven om te worden gezongen.
De dichters van de Song-traditie konden terugkijken op een lange traditie. De Song-dynastie is vooral bekend vanwege de combinatie van verschillende kunstvormen zoals poëzie, schilderwerk en kalligrafie in een gemengde kunstvorm. Belangrijke Song-dichters zijn Su Shi (Dongpo), Ouyang Xiu, Lu You en Yang Wanli.
De zuidelijke Song-dynastie (1127–1279) die over Zuid-China regeerde coexisteerde grotendeels met de Jurchen Jin-dynastie (1115–1234), die controle had over Noord-China en zijn grotendeels Chinese bevolking. De Chinese dichters van de Jin maakten poëzie met dezelfde karakteristieken als die van de Song-dynastie. Tegen het einde van de Jin, begon de poëzie ook de effecten van de Mongoolse invasies te tonen. Deze leidden tot de vestiging van de Yuan-dynastie met zijn eigen karakteristieke poëzie.

### Yuan-dynastie
De poëzie tijdens de Yuan-dynastie (1271–1368) zette de klassieke Chinese poëzietraditie voort en kenmerkt zich in het bijzonder door het ontstaan van de Chinese operaverstraditie. De drama's van Yuan werden in de qu-vorm op muziek gezet, waarbij elk gedicht tot een van negen sleutelselecties behoorde en een van tweehonderd toonpatronen. Afhankelijk van het patroon veroorzaakte dit vaste ritmische en tonale gegevenheden, die bleven voor toekomstige dichters, zelfs als de muzikale component later verloren ging. Belangrijke namen hierin zijn: Bai Renfu, Guan Hanging, Ma Zhiyuan en Qiao Ji.
Een schilder-dichtertraditie bloeide ook gedurende de Yuan-periode, inclusief meesterlijke kalligrafie van de hand van bijvoorbeeld Ni Zan en Wu Zhen. Een ander was Zhao Mengfu (1254–1322), een vroegere ambtenaar van de Song-dynastie, die diende onder de Mongoolse regering van Yuan en wiens vrouw Guan Daosheng (1262–1319) ook schilder en kalligraaf was.

### Ming-dynastie
De klassieke Chinese poëzie bleef bloeien tijdens de Ming-dynastie (1368-1644). De welvaart in deze periode ging gepaard met een grote toename van de bevolking en de handel. Dankzij de toegenomen mogelijkheden van onderwijs, mogelijk gemaakt door commerciële druktechnieken en door het herstelde examensysteem, werd een groot deel van de bevolking literair geschoold. Deze drukte persoonlijke emotie uit door middel van de poëzie en gebruikte deze in sociale omstandigheden. Een debat of Tang- of Song-dichters de beste waren, bevestigde de algemene opinie dat het verleden in dit opzicht niet kon worden overtroffen. Met over een miljoen bewaard gebleven Ming-gedichten, zijn moderne critici en onderzoekers niet in staat gebleken dit definitief te bevestigen.
Leidende Ming-dichters zijn Gao Qi, Li Dongyang, Yuan Hongdao. Vertegenwoordigers van de theaterdichters zijn: Tang Xianzu en Li Yu. Deze laatste is ook een voorbeeld van een emotionele reactie als gevolg van de Ming-Qing-verandering, toen wanorde de Ming-stabiliteit wegvaagde. Een ander voorbeeld van poëtische focus op emotie is Dong Xiaowan. Vertegenwoordigers van de schilder-dichtertraditie zijn ook Shen Zhou, Tang Yin en Wen Zhengming.

### Qing-dynastie
Klassieke Chinese poëzie bleef de belangrijkste poëzievorm van de Qing-dynastie (1644-1912), eveneens van gerelateerde literaire ontwikkelingen, zoals de verzameling van Tang-poëzie onder keizer Kangxi. De debatten, trends en wijdverspreide literaire belangstelling van de Ming-periode begonnen opnieuw toen de Qing-dynastie haar dominantie had gevestigd. De frisse poëtische stem van Yuan Mei kreeg brede instemming, evenals de lange verhalende gedichten van Wu Jiaji. De Kungu-opera werd volwassen en leidde tot de latere operatraditie van gecombineerd theater, poëzie en muziek. Ook de schilder-dichtertraditie bloeide met voorbeelden zoals Yun Shouping.
Het is nu een uitdaging voor moderne onderzoekers om te verklaren waarom tijdens de Qing-dynastie zelfs meer mensen dichter werden en meer gedichten bewaard werden, inclusief dat er meer poëzie door vrouwen werd geschreven. Illustratief voor de verborgen schat van Qing-poëzie die nog steeds onverwacht weer aan de oppervlakte van ons bewustzijn komt, is dat in 1980 gedichten van de Qing-novellist Liu E voor het eerst gepubliceerd werden. 

### Post-Qing klassieke Chinese poëzie
Hoewel Qing de laatste dynastie was, wil dit niet zeggen dat klassieke Chinese poëzie verdween. Zelfs Mao Zedong was een belangrijke exponent en beoefenaar van klassieke Chinese poëzie. Toch wordt ook de ontwikkeling en verbreiding van de moderne Chinese poëzie in het algemeen geacht te beginnen bij het einde van de Qing-dynastie of kort daarna.

## Gesproken tegenover geschreven

### De gesproken oorsprong
Een belangrijk aspect van klassieke Chinese poëzie is dat het in het algemeen was ontworpen om te worden gezongen of voorgedragen, met of zonder muzikale begeleiding. Bijvoorbeeld "folk"-poëzie werd op gehoor gemaakt, omdat veel mensen analfabeet waren. Maar ook de poëzie van de meer literair geschoolden was oorspronkelijk bedoeld om te worden gezongen of voorgedragen. 

### Karakteristieken van geschreven poëzie
De bijzondere karakteristieken van het Chinese schrijfsysteem speelden een belangrijke rol in de Chinese poëzie. In feite werd de Chinese poëtische traditie voor een deel bepaald door het feit dat woorden kunnen worden weergegeven door hun corresponderende Chinese tekens, half onafhankelijk van hun uitspraak (dit is zelfs het geval bij hun gebruik in het Japans, Koreaans, Vietnamees). De uitspraak veranderde zelfs veel in de loop van de tijd, van de oudste geschreven Chinese poëzie (in oud-Chinees) via de Midden-Chinese periode (inclusief de Tang-dynastie) tot de moderne Chinese tijd. Gedurende deze periode evolueerde klassiek Chinees als een aparte literaire taal. De spanning tussen die twee werkte in beide richtingen. De poëzie van de klassieke literatuur heeft zinnen en uitdrukkingen uit de volkstaal overgenomen, en de volkspoëzie gebruikt soms literaire frasen en constructies.

### Invloed van het Chinese schrijfsysteem
Geleerden hebben ook de vraag gesteld tot welke hoogte het beeldelement, latent aanwezig in Chinese tekens, de klassieke Chinese poëzie heeft gevormd. De etymologie van Chinese tekens is gerelateerd aan, maar onderscheiden van de evolutie van de taal zelf. Zoals het geval met veel oude schrijfsystemen, zoals het Fenicische alfabet, zijn veel van de eerste tekens waarschijnlijk begonnen als pictogrammen.   
In de tijd van de klassieke Chinese poëzie had zich een complex schrijfsysteem ontwikkeld, met veel beeldtekens. Het sterke grafische aspect tegenover het zwakkere aspect van geluid (in vergelijking tot andere talen, zoals Nederlands) is erg belangrijk. Toch hebben verschillende vertalers dit aspect verschillend gewaardeerd. Bijvoorbeeld de sinoloog en vertaler A.C. Graham waarschuwde tegen een te veel benadrukken van dit visuele aspect. Hij zei: "Het is tamelijk moeilijk dit effect in te schatten omdat een gewone Chinese lezer zich er nauwelijks van bewust is. Poëzie in China en elders is in de eerste plaats een patroon van klanken." Graham suggereerde evenwel niet dat de Chinese dichter zich niet bewust zou zijn van de achtergrond van de tekenconstructie.

## Kenmerken
Klassieke Chinese poëzie heeft verschillende kenmerken:

### Persona
Het gebruik van een poëtische persoon komt veel voor in Chinese poëzie. De schrijver schrijft dan een gedicht vanuit het gezichtspunt van een andere persoon of van een type van een persoon, die vrij herkenbaar is. Voorbeelden van typen zijn: de verlaten vrouw, de concubine uit de keizerlijke harem, die niet wordt gezien, de soldaat aan een ver front.

### Sociopolitieke kritiek
Veel poëzie kan worden gelezen als commentaar op actuele gebeurtenissen en samenleving. Soms is dit verhuld door symboliek. Een schrijver die zo commentaar leverde was de Tang-dichter Bai Jayi.

### Symbolisme
Sommige symbolen waren vrij gewoon en zijn de sleutel om veel klassieke Chinese gedichten te begrijpen. Bijvoorbeeld een vallend herfstblad kan verwijzen naar een persoonlijk of dynastiek verval.
Veel gedichten werden geschreven als min of meer subtiele klacht over de wijze waarop de schrijver door de regering werd behandeld. Dit is deels te wijten aan het keizerlijke examensysteem als manier om getalenteerde personen in een politiek hoge positie te krijgen, en de verwachtingen van die personen om zo'n positie te krijgen. 

### Optische precisie
Deels te wijten aan de mogelijkheden van de taal en deels vanuit esthetisch principe zijn veel klassieke Chinese gedichten niet precies wanneer het gaat om geslacht, aantal, hoofd- of kleine letter of andere logische informatieve elementen, die in Indo-Europese talen moeilijk te negeren zijn.

### Lezersparticipatie
Veel klassieke Chinese gedichten lijken eenvoudig aan de oppervlakte, maar bevatten diepere ideeën. Om te beseffen wat deze zijn, wordt verwacht dat de lezer de dichter halverwege ontmoet om actief met de dichter of zijn persona mee te denken en te voelen.

## Bloemlezingen
Vanaf het begin van de klassieke Chinese poëzie bestonden er bloemlezingen:
- Shijing of Klassieker van Poëzie, uit het begin van het eerste millennium voor onze jaartelling - volgens overlevering samengesteld door Confucius
- Chuci of Liederen van het Zuiden
- Negentien Oude Gedichten ontstaan tijdens de Han-dynastie (206 v.Chr.–220 n.Chr.)
- Nieuwe Liederen van het Jade Terras, uit de periode Zes Dynastieën (220–589 onze jaartelling)
- Gedichten verzameld uit de orchidee paviljoen ontmoeting, uit de periode Zes Dynastieën
- Middernachtliederen, uit de periode Zes Dynastieën
- De driehonderd Tang-gedichten
- De verzamelde Tang-gedichten

## Invloed
Klassieke Chinese poëzie heeft invloed gehad op moderne Chinese poëzie, maar ook op de poëzie van andere talen. Deze invloed is bijvoorbeeld al sterk op vroege Vietnamese en Koreaanse poëzie.  